# Ytterby kyrka
Ytterby kyrka är en kyrkobyggnad i samhället Ytterby i Kungälvs kommun. Den tillhör sedan 2015 Kungälv-Ytterby församling (tidigare Ytterby församling) i Göteborgs stift.

## Kyrkobyggnaden
På en sockenstämma 1847 beslutade man att uppföra en ny kyrka, som skulle ersätta Ytterby gamla kyrka och som fick sin placering på torpet Högens marker på Kastellegårdens ägor. Den uppfördes 1869-1870 av byggmästare Anders Persson i Bollebygd, vars ritningar kompletterades av arkitekt Edvard von Rothstein och invigningen ägde rum den 20 november 1870. Kyrkan målades invändigt av målarmästare Martin Bernhard Wallström från Lödöse i samband med kyrkans uppförande 1870–1871. 
Byggnaden, som är uppförd av granit, består av ett enskeppigt långhus med ett lägre tresidigt avslutat kor i öster. I norr finns en sakristia, i söder ett vapenhus och i väster ett högt torn med plåttäckt lanternin och spira. Ytterväggarna är spritputsade och yttertaket belagt med enkupigt taktegel.

## Inventarier
- En sexkantig snidad dopfunt av ek, troligen från den senare hälften av 1600-talet.
- Altarprydnad, krucifix och Mariafigur härstammar från den gamla kyrkans altaruppsats och är från 1728.
- Predikstolen från 1870 är utförd av restauratören M. B. Wallström.
- Korets fönster har glasmålningar med motiv från jul, påsk och pingst utförda 1952 av Gunnar Torhamn.

### Klockor
Kyrkan har två klockor, varav den ena ursprungligen från 1743 göts om 1914 till följd av en spricka och den andra tillverkades 1921.

### Orgel
År 1873 anskaffades den första orgeln byggd av Söderlings orgelbyggeri. Den ersattes 1937 av en ny orgel och därefter 1992 av en orgel byggd av Marcussen & Søn, som dock innehåller delar från de tidigare orglarna och den stumma fasaden härstammar från 1873 års orgel. Marcussens instrument har trettio stämmor fördelade på två manualer och pedal.
| Man I. Huvudverk | Man II. Svällverk       | Pedal              | Koppel  |
| ---------------- | ----------------------- | ------------------ | ------- |
| Principal 8'     | Borduna 16'             | Principal 16'      | II/I    |
| Rörflöjt 8'      | Gedackt 8'              | Subbas 16'         | II/P    |
| Oktava 4'        | Salicional 8'           | Oktava 8'          | I/P     |
| Spetsflöjt 4'    | Voix céleste 8'         | Gedackt 8'         | II 4'/P |
| Kvint 2 2/3'     | Italiensk principal 4'  | Oktava 4'          |         |
| Oktava 2'        | Tvärflöjt 4'            | Rauschkvint 4 chor |         |
| Ters 1 3/5'      | Waldflöjt 2'            | Basun 16'          |         |
| Mixtur 4-5 chor  | Nasat 1 1/3'            | Trumpet 8'         |         |
| Fagott 16'       | Mixtur 3 chor           |                    |         |
| Trumpet 8'       | Sesquialtera 2 chor     |                    |         |
|                  | Trompette harmonique 8' |                    |         |
|                  | Oboe 8'                 |                    |         |
|                  | Tremulant               |                    |         |

#### Diskografi
Musik som framförts på kyrkans orgel.
- Portrait of a composer / Wiklander, Kurt, kompositör, orgel ; Rondin, Mats, cello ; Kjeldsen, Eyvind Sand, violin.  CD. BIS CD-659. 1995.

## Exteriörbilder

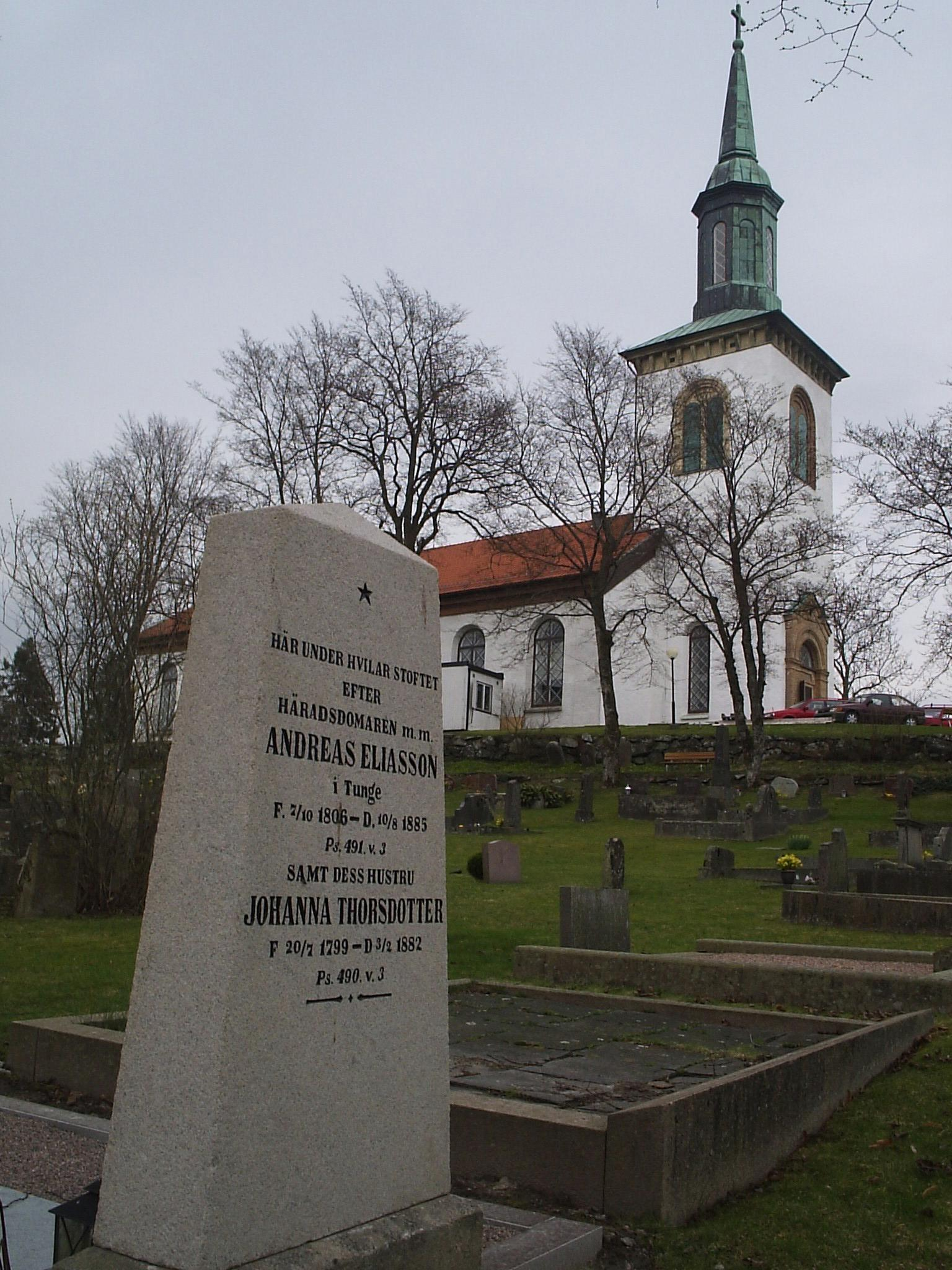
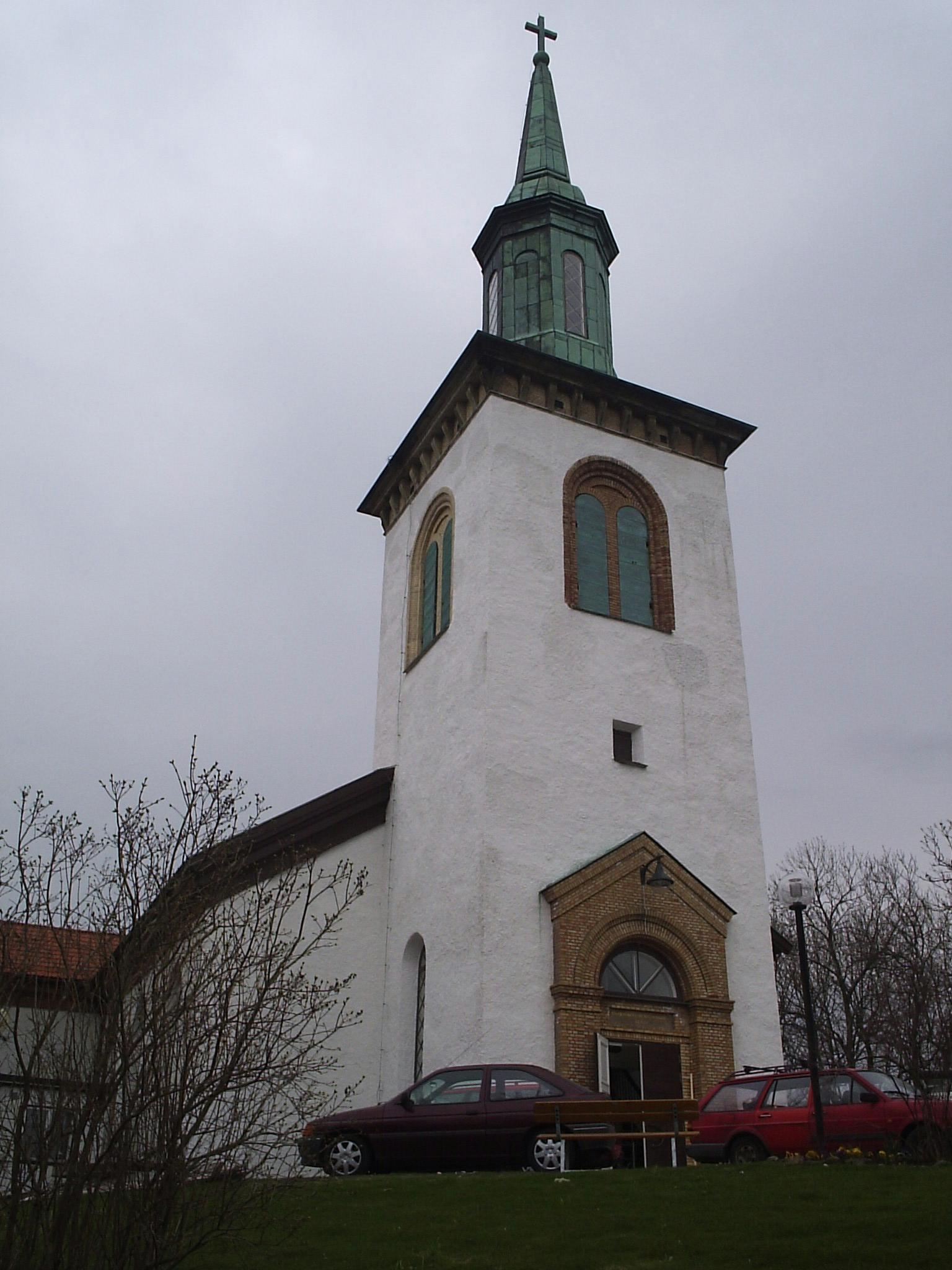
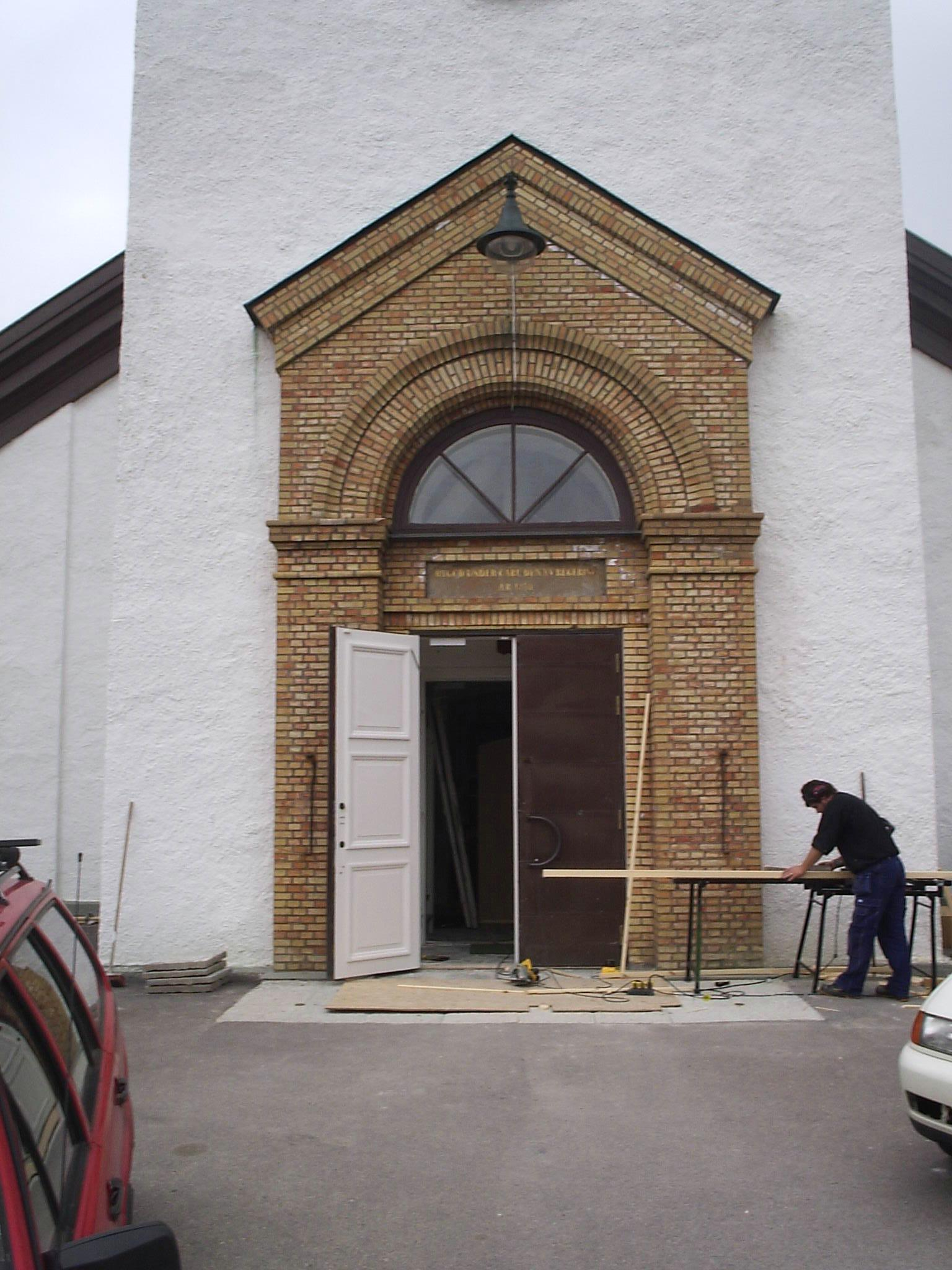
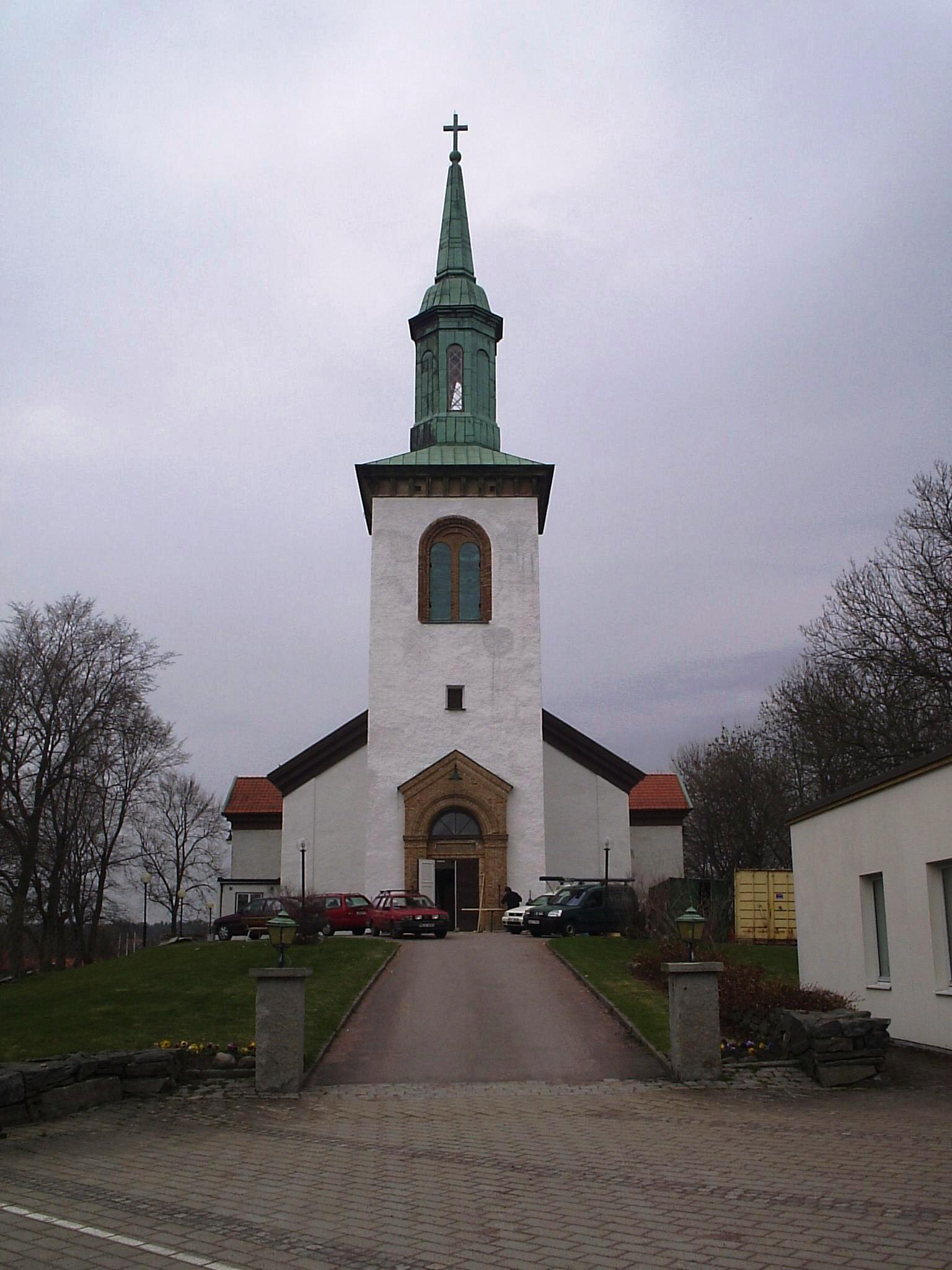
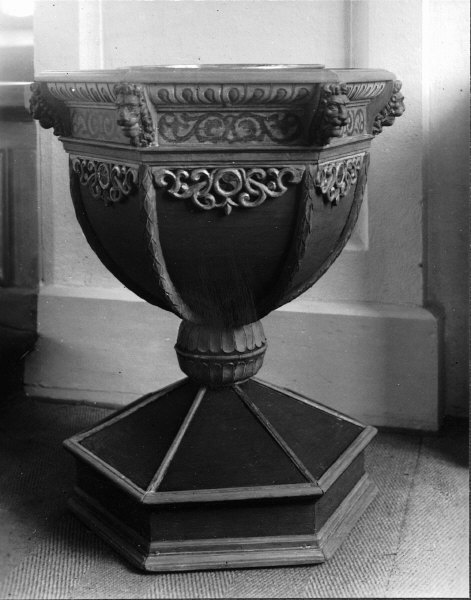
Dopfunten
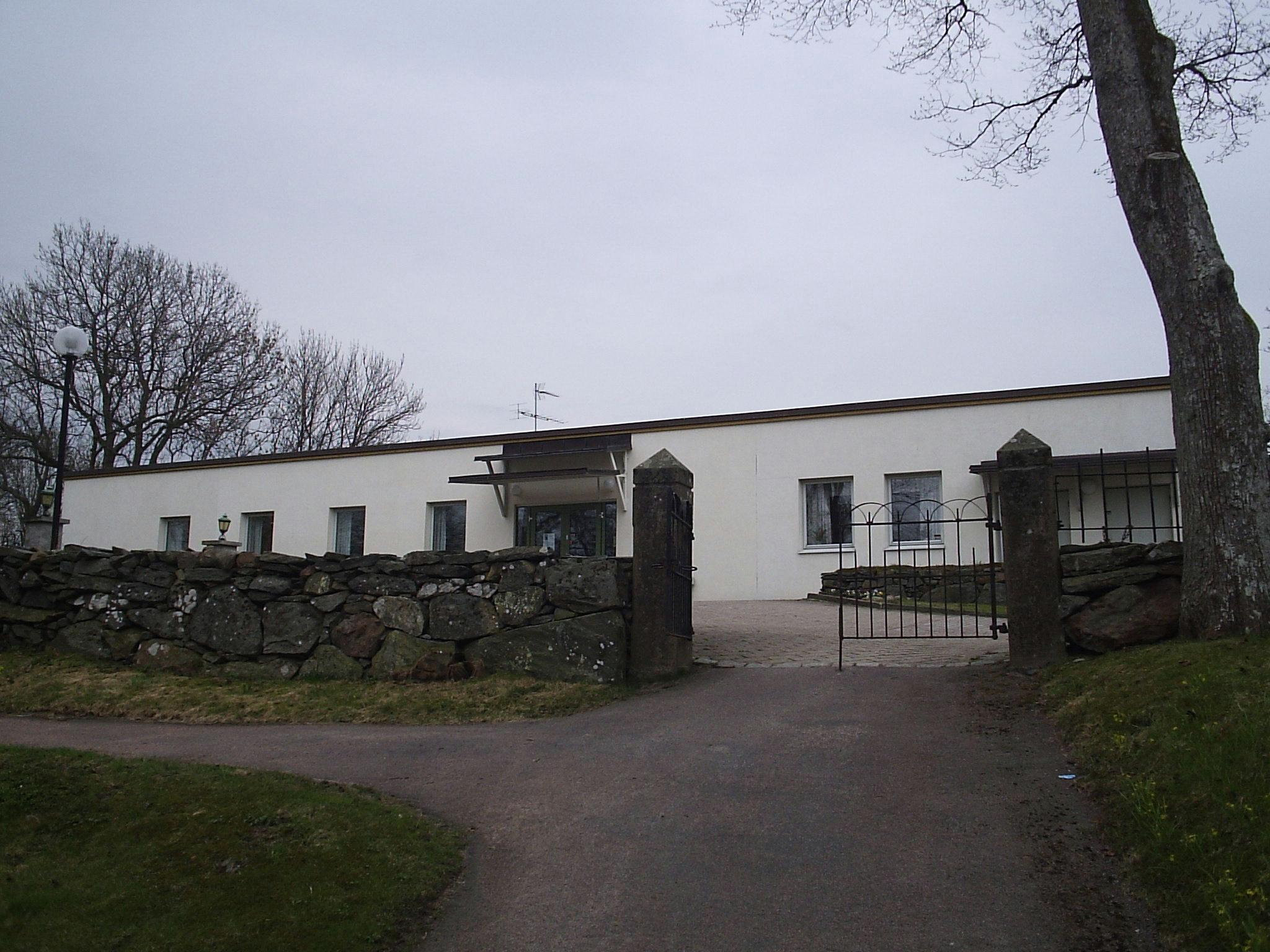
Församlingshemmet